# Кекинська сільська рада
Ке́кинська сільська́ ра́да — колишній орган місцевого самоврядування в Сумському районі Сумської області. Адміністративний центр — село Кекине.

## Загальні відомості
- Населення ради: 551 особа (станом на 2001 рік)

## Населені пункти
Сільській раді були підпорядковані населені пункти:
- с. Кекине
- с. Капітанівка

## Склад ради
Рада складалася з 12 депутатів та голови.
- Голова ради: Санжаревський Борис Іванович
- Секретар ради: Панова Валентина Григорівна

### Керівний склад попередніх скликань
| Прізвище, ім'я, по батькові  | Основні відомості                                                          | Дата обрання | Дата звільнення |
| ---------------------------- | -------------------------------------------------------------------------- | ------------ | --------------- |
| Рябуха Віктор Сергійович     | Сільський голова, 1974 року народження, член Соціалістичної партії України | 26.03.2006   | 31.10.2010      |
| Санжаревський Борис Іванович | Сільський голова, 1964 року народження, освіта вища                        | 31.10.2010   | 25.10.2015      |

Примітка: таблиця складена за даними сайту Верховної Ради України